# Ponta Grossa Norte
Ponta Grossa Norte é uma das vinte e sete sub-bacias presentes na cidade brasileira de Porto Alegre que compõem a bacia hidrográfica do Lago Guaíba. Possui uma área de 0,71 km², sendo uma das menores do território do município.
Leva esse nome por estar situada na porção norte do Morro da Ponta Grossa, no bairro homônimo, desembocando suas águas na orla norte do morro (na Praia do Tranquilo) em diversos pontos. A porção sul, por sua vez, abriga a sub-bacia Ponta Grossa Sul.
A maior parte de seus cursos e corpos d'água estão situados em áreas de propriedade particular. Um dos cursos nasce no terreno de uma antiga pedreira (que dá nome à Estrada da Pedreira) e atravessa a sede campestre da Associação dos Funcionários da Companhia Estadual de Energia Elétrica (AFCEEE) antes de desembocar na orla do Guaíba.

## Galeria

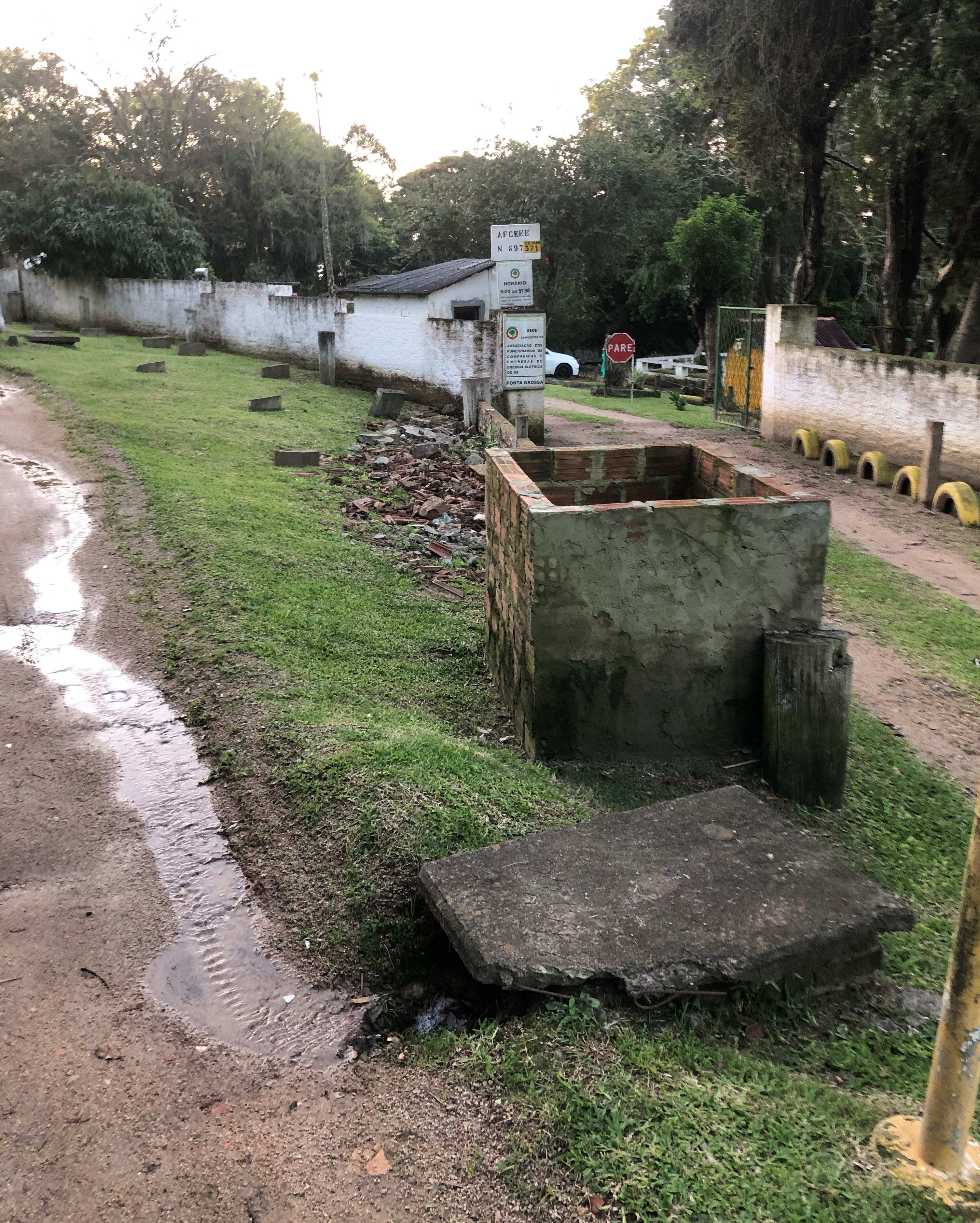
Curso de água pluvial na Estrada da Pedreira, em frente à AFCEEE.